# Passiflora stipulata
Passiflora stipulata är en passionsblomsväxtart som beskrevs av Jean Baptiste Christophe Fusée Aublet. Passiflora stipulata ingår i släktet passionsblommor, och familjen passionsblomsväxter. Inga underarter finns listade i Catalogue of Life.

## Bildgalleri

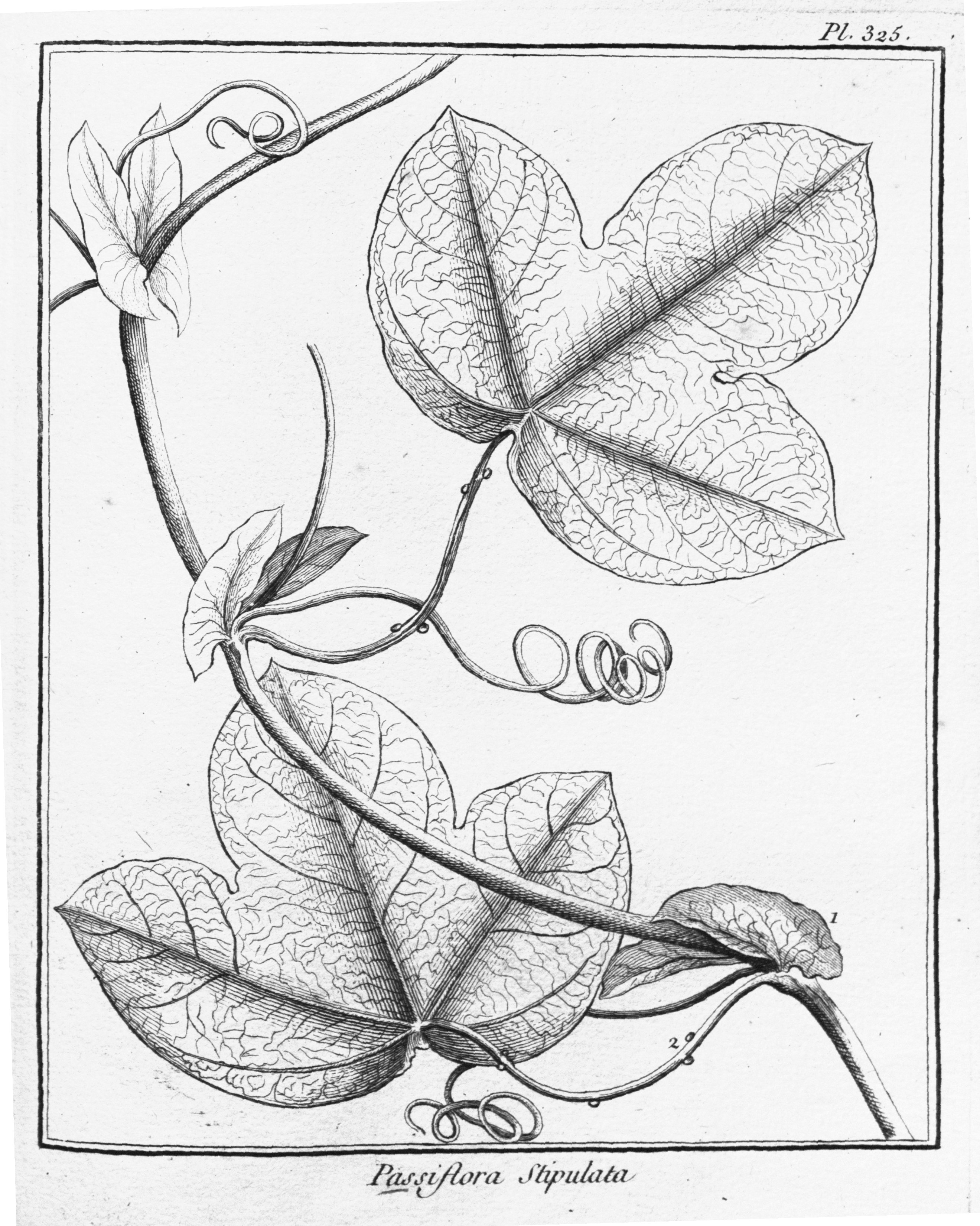